# Lobo limbico
Il lobo limbico è una regione della corteccia cerebrale che si estende sulla faccia mediale degli emisferi cerebrali. Rappresenta uno dei sei lobi che compongono gli emisferi telencefalici, insieme ai lobi frontale, parietale, occipitale, temporale e dell'insula.
Esso è composto da uno spesso giro di sostanza grigia che si dispone attorno al corpo calloso e che ne segue parallelamente il decorso. Questa circonvoluzione viene a sua volta divisa in una porzione anteriore (Giro Sottocalloso o Crocevia Olfattoria Di Broca o Corteccia cingolata anteriore, ACC), una porzione centrale (circonvoluzione callosa o giro del cingolo o giro del corpo calloso o giro limbico), un restringimento posteriore (Istmo del Giro del Cingolo) e una porzione posteroinferiore (Formazione dell'Ippocampo, posta sotto lo splenio). Quest'ultima consiste in una parte superficiale (visibile dalla faccia mediale) ed una profonda (porzione non visibile del Lobo Limbico):
La porzione superficiale si identifica con il Giro Paraippocampale o Paraippocampo o Giro dell'Ippocampo; essa si porta in avanti sulla superficie mediale del Lobo Temporale (per questo motivo da alcuni autori viene considerato come facente parte di quest'altro Lobo Encefalico). Il Giro Paraippocampale consta delle seguenti formazioni corticali: Corteccia Entorinale o Corteccia Olfattiva Associativa (area 28 di Brodmann), Corteccia Piriforme o Corteccia Olfattiva Primaria (area 27 di Brodmann), Corteccia Peririnale (area 35 di Brodman) e Corteccia Entorinale Dorsale o Corteccia Periamigdaloidea (per la sua posizione attorno all’Amigdala, corrispondente all’area 34 di Brodmann). Quest'ultima è la corteccia dell'Uncus (o Uncus del Giro Paraippocampale o Uncus dell'Ippocampo), porzione terminale del Giro Paraippocampale che piegandosi all'indietro forma un uncino da cui il nome, anch'essa ancora visibile sulla Faccia Mediale dei due Emisferi.
La porzione profonda, non visibile del Lobo Limbico (facente parte della sua porzione posteroinferiore) è costituita da una porzione di corteccia filogeneticamente antica (mesocortex e allocortex); ad essa appartengono il Parasubiculum, il Subiculum, il Presubiculum, il Corno di Ammone (o Ippocampo Propriamente Detto) e il Giro dentato.
Spesso col termine Ippocampo ci si riferisce alla Formazione Ippocampale precedentemente descritta, ovvero: Giro Paraippocampale (porzione superficiale visibile) + Corno d'Ammone, Giro Dentato, Subiculum, Presubiculum e Parasubiculum (porzioni profondi non visibili).
Il Sistema Limbico invece comprende il Lobo Limbico e tutte quelle formazioni connesse ad esso, formazione strutturalmente e filogeneticamente simili ma che non sempre sono continue dal punto di vista anatomico (e ancora oggi dibattute da molti autori per quanto concerne l'appartenenza a questo sistema), comprendenti aree di corteccia, nuclei grigi e fasci di sostanza bianca organizzati in circuiti di grande complessità
Senza entrare troppo nello specifico, possiamo affermare che il Sistema Limbico (le cui componenti sono ancora oggi sotto dibattito) è formato soprattutto da:
- Lobo Limbico

- Complesso nucleare dell’Amigdala o Amigdala o Corpo Amigdaloideo

- Nuclei dell’Area del Setto o Nuclei del Setto

- Alcuni Nuclei Talamici (in particolari quelli Anteriori e Mediali)

- Alcuni Nuclei Ipotalamici (in particolare i Corpi Mammillari)

- Lo Striato Ventrale

Esso è connesso alle funzioni emozionali, motivazionali, di apprendimento e memoria.